# Fidei donum (enciclica)
Fidei donum è la XXXV enciclica di papa Pio XII, pubblicata il 21 aprile 1957.

## Contenuti
L'enciclica, ispirata e in parte anche scritta da mons. Marcel Lefebvre, allora arcivescovo di Dakar e delegato apostolico per l'Africa francofona, è orientata in particolare alle missioni in Africa, delle quali saluta la forte crescita grazie all'impegno di legioni di apostoli, sacerdoti, religiosi e religiose, catechisti, collaboratori laici.
Il papa riflette sul fatto che questi risultati non possono far pensare che la missione sia terminata in quel continente. Le condizioni dell'Africa sono difficili. La maggior parte di quei territori sta attraversando una fase di evoluzione sociale, economica e politica che è gravida di conseguenze per il loro avvenire. Inoltre, falsi pastori seducono gli spiriti con falsi miraggi e seminando la ribellione nei cuori. Aggiunge che la facile attrattiva esercitata su gran numero di spiriti da una concezione religiosa della vita trascina i seguaci della divinità su una via che non è quella di Gesù Cristo, unico Salvatore di tutti gli uomini.
Il papa spiega che ci sono territori dove 40/50 missionari devono annunciare il vangelo a uno o due milioni di abitanti, di cui solo alcune migliaia convertiti. In questa situazione afferma che venti sacerdoti di più in una determinata regione permetterebbero oggi di impiantarvi la croce, mentre domani quella stessa terra, lavorata da altri operai che non sono quelli del Cristo, sarà divenuta forse impermeabile alla vera fede. Anzi, aggiunge, bisogna formare ben presto un gruppo scelto di cristiani in mezzo a un popolo ancora neofita.
Per queste ragioni il papa si dirige ai suoi confratelli vescovi, invitandoli a prendere, in spirito di viva carità la vostra parte di questa sollecitudine di tutte le chiese che pesa sulle Nostre spalle.
Il papa arriva così a parlare di un triplice dovere missionario: alla preghiera, alla generosità, e, per alcuni, al dono di se stessi:
- Innanzitutto il papa vuole che si preghi di più, soprattutto moltiplicando le messe celebrate secondo l'intenzione delle missioni.
- La generosità è poi necessaria perché nascano svariate opere ispirate da una carità industriosa, e perché i seminari delle missioni continuino a formare sacerdoti.
- Però soprattutto la chiesa in Africa, come negli altri territori di missione, manca di apostoli. Pertanto Ci rivolgiamo di nuovo a voi, venerabili fratelli, per chiedervi di favorire in tutti i modi la cura delle vocazioni missionarie: sacerdoti, religiosi, religiose. E bisogna fare di più. Esistono, grazie a Dio, numerose diocesi così largamente provviste di sacerdoti da consentire senza loro rischio il sacrificio di alcune vocazioni. il papa invita cioè i vescovi a inviare in missione in Africa i preti di cui le loro diocesi sono così abbondanti.
Si tratterà innanzi tutto di favorire nelle diocesi l'Unione missionaria del clero, così come facilitare l'opera delle Opere pontificie missionarie. Di essere solleciti per l'assistenza spirituale dei giovani africani e asiatici, che il proseguimento degli studi conducesse a dimorare temporaneamente nelle vostre diocesi. E soprattutto di autorizzare l'uno o l'altro dei loro sacerdoti, sia pure a prezzo di sacrifici, a partire per mettersi, per un certo limite di tempo, a disposizione degli ordinari d'Africa. Per Pio XII si tratta di un impareggiabile servizio.

Verso la fine, il papa ritorna all'ispirazione biblica, citando due passi del Nuovo Testamento:
- Predicare l'evangelo non è per me un titolo di gloria (diceva l'apostolo delle nazioni); è una necessità che m'incombe. Guai a me se non predicassi l'evangelo! (1 Cor 9,16[1]).
- Prendi il largo! (Lc 5,4[2]).

Vivendo l'ispirazione dell'enciclica le missioni potranno finalmente portare fino ai confini della terra la luce del cristianesimo e il progresso della civiltà.